# Elzalia floresi
Elzalia floresi är en rundmaskart som beskrevs av Gerlach 1957. Elzalia floresi ingår i släktet Elzalia och familjen Monhysteridae. Inga underarter finns listade i Catalogue of Life.